# Marc Camoletti (auteur)
Pour les articles homonymes, voir Marc Camoletti et Camoletti.
Marc Camoletti, né le 16 novembre 1923 à Genève et mort le 18 juillet 2003 à Benerville-sur-Mer, est un auteur de théâtre et metteur en scène né en Suisse, naturalisé français, connu pour ses vaudevilles.
Il a écrit Boeing-Boeing qui est la pièce la plus jouée dans le monde. Elle a atteint un record de plus de 10 000 représentations mondiales. Il est également l'auteur d'une quarantaine de pièces qui ont été traduites en 18 langues et ont été jouées professionnellement dans 55 pays. Ses pièces ont été adaptées 14 fois pour le cinéma et la télévision.

## Biographie

### Jeunesse
Camoletti vient d'une famille d'architectes de renom. Son grand-père paternel, qui partage son nom, était un architecte suisse important, de même que son père, Jean Camoletti. Son grand-père a dessiné une salle de concert en l'honneur de la reine Victoria (le Victoria Hall), et le musée d'art et d'histoire ainsi que l'hôtel des postes du Mont-Blanc à Genève. Les cousins de Marc Camoletti étaient architectes. Ainsi, Camoletti a étudié l'architecture avant de réorienter sa carrière vers l’écriture.

### Carrière
Originellement, Camoletti a étudié l'architecture et la peinture avant de devenir auteur dramatique. Quand il s’est installé à Paris dans les années 1950, il a commencé à travailler dans le théâtre. En 1955, il a dirigé la pièce de théâtre Isabelle et le Pélican. En 1958, il a écrit sa première pièce, La Bonne Anna. Cette pièce a été produite au Théâtre des Capucines par une société affiliée à sa femme. La Bonne Anna a introduit le style de Camoletti, souvent appelé « théâtre de boulevard », qui contient des thèmes comme le sexe et la comédie. La pièce a été jouée plus de 1 300 fois.
À partir de 1972, Marc et Germaine Camoletti investissent le théâtre Michel et lui apportent un nouveau souffle comique. Les pièces écrites par Marc Camoletti connaissent d’incroyables records de longévité : 2 000 représentations pour Duos sur canapé, 1 700 pour On dînera au lit!, et enfin 18 000 représentations à travers le monde, dont plus de 7 000 à Paris pour Boeing-Boeing.
Créé en décembre 1960 à la Comédie Caumartin, dans le neuvième arrondissement de Paris, Boeing-Boeing est une pièce en trois actes qui s’articule autour du personnage de Bernard. Celui-ci est un architecte qui entretient des liaisons parallèles avec trois hôtesses de l’air qui ignorent chacune l’existence des deux autres. Bernard fait de son mieux pour voir toutes les trois femmes régulièrement tout en évitant qu’elles se rencontrent, jusqu’au jour où son secret est menacé. Boeing-Boeing est un véritable triomphe pour Marc Camoletti ; elle compte plus de 10 000 représentations à travers le monde. En Angleterre, la comédie est donnée à 2 000 reprises, notamment sur les planches de l’Apollo Theatre et du Duchess Theatre de Londres.
Plusieurs des pièces de Camoletti ont été jouées au théâtre Michel. Camoletti y produit et met souvent en scène ses pièces, à commencer par Duos sur canapé en 1974, Bon Anniversaire en 1976, On dînera au lit en 1980, Le Bluffeur en 1984, et Sexe en Jalousie en 1993. Camoletti continue à écrire, produire et mettre en scène au théâtre Michel pendant les années 1980 et 1990.

### Vie privée
Son épouse, Germaine Camoletti (1924-1994), est également une figure connue dans le monde du théâtre puisqu’elle est la co-directrice du théâtre Michel à partir du début des années 1970.
Camoletti meurt à Deauville le 18 juillet 2003, à l’âge de 79 ans. Il est inhumé dans un premier temps au cimetière de Montmartre, aux côtés de son épouse. Ils sont ultérieurement transférés dans un cimetière suisse, mais l'emplacement du caveau, conservé par la famille, est depuis 2012 le lieu où repose leur fils.
Jean-Christophe Camoletti reprend le flambeau du Théâtre Michel à partir de 2003. Secondé par son épouse Ariane, il veille à perpétuer cet esprit du Vaudeville propre au lieu.

## Style d'écriture
Les pièces de Camoletti mettent souvent en scène des complications amoureuses. Les personnages trompent leurs époux en gardant des amants et des maîtresses. « Interprète de mes pièces, j’ai réalisé comme l’effet dépendait de l’exactitude de la phrase ». Ses œuvres se présentent comme du « théâtre de boulevard ».

## Prix et récompenses
En 1991, Boeing-Boeing est inscrit dans Le livre Guinness des records comme la pièce française la plus jouée dans le monde.
Longtemps après sa création, elle continue d'attirer un public nombreux et de recevoir des récompenses. Le 15 juin 2008, une version montée par le metteur en scène britannique Matthew Warchus reçoit deux Tony Awards, celui de la meilleure reprise et celui du meilleur acteur principal pour Mark Rylance.
En 2012, sa pièce Pyjama pour six est adaptée dans une nouvelle production à Broadway sous le titre Don’t Dress for Dinner.
Camoletti était un associé de la Société nationale des beaux-arts à Genève.
Il aurait été fait chevalier de la Légion d’honneur selon plusieurs sources, mais cette information n’est pas confirmée par le site des Archives nationales.

## Adaptations
- 1955 : Isabelle et le pélican de Marcel Franck, mise en scène Marc Camoletti, théâtre Édouard VII
- 1990 : Bisous, bisous de Derek Benfield, adaptation et mise en scène Marc Camoletti, théâtre Michel

## Œuvres notables
- 1958 : La Bonne Anna de Marc Camoletti, mise en scène Michel de Ré, théâtre des Capucines, Comédie Wagram
- 1960 : Boeing-Boeing de Marc Camoletti, mise en scène Christian-Gérard, Comédie Caumartin
- 1963 : Sémiramis de Marc Camoletti, mise en scène Michel de Ré, théâtre Édouard VII
- 1965 : Secretissimo de Marc Camoletti, théâtre des Ambassadeurs
- 1966 : La Bonne Adresse de Marc Camoletti, mise en scène Christian-Gérard, théâtre des Nouveautés
- 1968 : La Bonne Adresse de Marc Camoletti, mise en scène Christian-Gérard, théâtre de la Potinière
- 1968 : L'Amour propre de Marc Camoletti, mise en scène de l'auteur, théâtre Édouard VII
- 1972 : Duos sur canapé de Marc Camoletti, mise en scène de l'auteur, théâtre Michel
- 1972 : La Bonne Adresse de Marc Camoletti, mise en scène Christian-Gérard, théâtre Michel
- 1973 : Duos sur canapé de Marc Camoletti, mise en scène de l'auteur, tournée Karsenty-Herbert
- 1974 : Duos sur canapé de Marc Camoletti, mise en scène de l'auteur, théâtre Michel
- 1976 : Happy Birthday de Marc Camoletti, mise en scène de l'auteur, théâtre Michel
- 1980 : On dînera au lit de Marc Camoletti, mise en scène de l'auteur, théâtre Michel
- 1984 : Le Bluffeur de Marc Camoletti, mise en scène de l'auteur, théâtre de la Michodière, théâtre des Variétés
- 1985 : Pyjama pour six de Marc Camoletti, mise en scène de l'auteur, théâtre Michel
- 1987 : La Chambre d'ami de Marc Camoletti, mise en scène de l'auteur, théâtre Michel
- 1988 : Pyjama pour six de Marc Camoletti, mise en scène de l'auteur, théâtre Michel
- 1989 : La Bonne Adresse de Marc Camoletti, mise en scène de l'auteur, théâtre Michel
- 1991 : Darling chérie de Marc Camoletti, mise en scène de l'auteur, théâtre Michel
- 1991 : La Bonne Anna de Marc Camoletti, mise en scène de l'auteur, théâtre Michel
- 1993 : Boeing-Boeing de Marc Camoletti, mise en scène de l'auteur, théâtre Michel
- 1993 : Sexe et jalousie de Marc Camoletti, mise en scène de l'auteur, théâtre Michel
- 1997 : Voyage de noces de Marc Camoletti, mise en scène de l'auteur, théâtre Michel
- 1999 : Boeing-Boeing de Marc Camoletti, mise en scène de l'auteur, théâtre Michel

Metteur en scène
- 1955 : Isabelle et le pélican de Marcel Franck, théâtre Édouard VII, théâtre de l'Ambigu

## Film
Réalisateur et scénariste
- 1979 : Duos sur canapé (d'après sa pièce)